# 乡 (罗马尼亚)

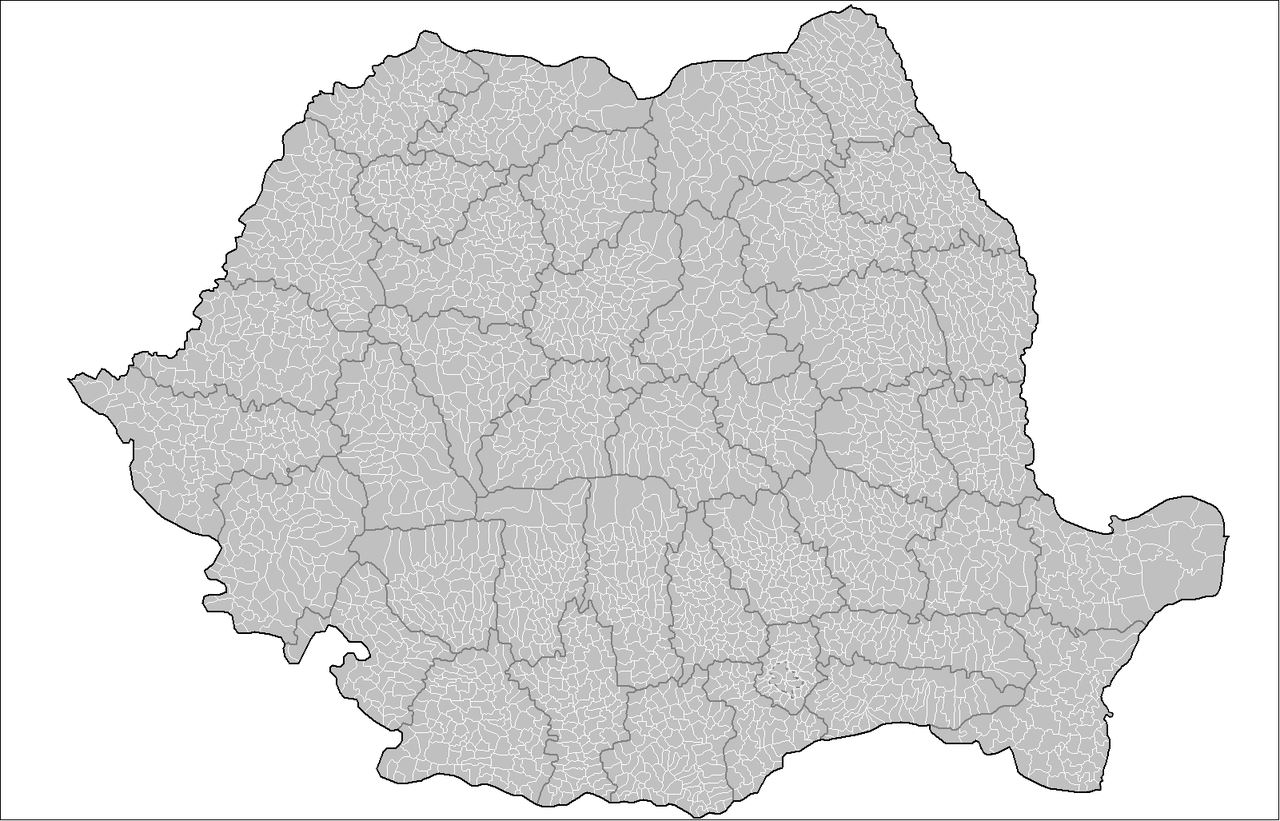
罗马尼亚地方行政区划地图，包含市、乡等

乡，是罗马尼亚的第二级行政区划之一。罗马尼亚全国有2686个乡。乡是一个县的乡村地域的区划设置（城镇地区一般设为市或市镇）。乡的设定没有明确的界定，即使一个乡人口突破1万，辖境大部分为城镇化地区，也有可能保持为乡的建制。
每个乡设有乡长（羅馬尼亞語：primar）。每个乡辖有若干个村庄。